# لروی (تگزاس)
لروی، تگزاس (به انگلیسی: Leroy, Texas) یک شهر در ایالات متحده آمریکا با جمعیت ۳۳۵ نفر است که در تگزاس واقع شده‌است.

## موقعیت جغرافیایی
موقعیت جغرافیایی شهرها و مناطق اطراف به شرح زیر است: